# Miklós Kállay
Pour les articles homonymes, voir Kállay.
Dr Miklós Kállay de Nagykálló (nagykállói Kállay Miklós en hongrois) (1887-1967) est un homme politique hongrois qui fut Premier ministre du royaume de Hongrie du 9 mars 1942 au 22 mars 1944.

## Biographie
Issu d'une vieille famille de la petite noblesse magyare, il assume la charge de főispán (représentant du gouvernement hongrois) de son comté de 1921 à 1929. Il entre au ministère du Commerce jusqu'en 1931 puis est nommé en 1932 ministre de l'Agriculture jusqu'en 1935, date à laquelle il démissionne en protestation contre la politique conservatrice menée par le premier ministre Gyula Gömbös. En 1942 le régent Miklós Horthy lui confie la mission de former un nouveau gouvernement en lieu et place de celui du Premier ministre ultra-conservateur et pro-allemand László Bárdossy. Tout en prenant des mesures économiques contre les Juifs hongrois et en tenant des discours hostiles contre eux et malgré les constantes pressions des dirigeants nazis et de son propre ambassadeur à Berlin Döme Sztójay, il n'accède pas aux demandes allemandes concernant la déportation des Juifs vers l'Est, demandes qu'il juge imprécises sur certains points.

À la fin de mai 1943 il déclare : 

« il y a plus de Juifs en Hongrie que dans tout le reste de l'Europe; il va de soi que nous devons tenter de résoudre ce problème; d'où la nécessité de mesures provisoires et d'une règlementation appropriée. La solution finale, toutefois, ne peut être que la réinstallation complète des Juifs. Mais je ne peux me résoudre à laisser ce problème à l'ordre du jour tant que la condition préalable essentielle à cette solution, c'est-à-dire la réponse à cette question de savoir où les Juifs doivent être réinstallés, n'est pas remplie. La Hongrie ne s'écartera jamais des préceptes d'humanité qui, tout au long de cette histoire, ont toujours été les siens en matière de questions raciales et religieuses »

Le ministre-président Kallay aux oreilles duquel des rumeurs insistantes sur le sort tragique réservé aux Juifs d'Europe déportés étaient parvenues ne voulait pas selon Martin Luther « se faire le reproche d'avoir livré les Juifs hongrois à la misère ou pire encore après leur évacuation ».
Les Allemands envahissent la Hongrie en mars 1944 et forcent Horthy à remplacer Kallay par Döme Sztojay. Kallay est arrêté et envoyé au camp de concentration de Dachau puis au camp de concentration de Mauthausen. En avril 1945, il est transféré au Tyrol. Il est libéré par l'armée américaine le 5 mai 1945. Il s'exile en 1946 pour s'installer définitivement aux États-Unis en 1951. Il y publie ses mémoires en 1954. Il meurt à New York en janvier 1967.